# Louans
Louans település Franciaországban, Indre-et-Loire megyében. Lakosainak száma 713 fő (2022. január 1.). Louans Le Louroux, Saint-Branchs, Sainte-Catherine-de-Fierbois és Tauxigny-Saint-Bauld községekkel határos.

## Népesség
A település népességének változása:
| Lakosok száma | 521  | 466  | 474  | 602  | 627  | 634  | 648  | 677  | 678  | 713  |
|               | 1968 | 1982 | 1990 | 2006 | 2013 | 2015 | 2017 | 2019 | 2020 | 2022 |